# Monica Vaillant
Monica Vaillant (Roma, 16 dicembre 1967) è un'ex pallanuotista italiana, che giocava nel ruolo di centrovasca (marcatore centrale).

## Biografia
Cresciuta nella Vis Nova Roma, dove ha conquistato un terzo posto in campionato, ha poi indossato la calottina del Racing Roma, del Gifa Città di Palermo, con cui ha vinto la Coppa LEN, e dell'Orizzonte Geymonat Catania, con cui ha vinto cinque scudetti e una Coppa dei Campioni. Ha esordito nel Setterosa nel 1988.
È stata vice-allenatrice della Roma che vinse due Coppe LEN e della nazionale italiana che vinse il campionato Europeo nel 2012, compagini entrambe allenate da Fabio Conti.
È laureata in psicologia clinica e di comunità.

## Palmarès
- Mondiali

Roma 1994: 
Perth 1998: 
Fukuoka 2001: 
- Europei

Atene 1991: 
Vienna 1995: 
Siviglia 1997: 
Prato 1999: 
- Coppa del Mondo

Catania 1993: 
Winnipeg 1999: 

## Onorificenze
- Cavaliere al Merito Ordine della Repubblica Italiana - 7 febbraio 2003

- Collare d'oro al merito sportivo — Salone d'onore del Comitato olimpico nazionale italiano - 16 luglio 1999